# Penha de França (Goa)
Penha de França é uma vila no distrito de Goa Norte, no estado indiano de Goa.

## Demografia
Segundo o censo de 2001, Penha de França tinha uma população de 15 375 habitantes. Os indivíduos do sexo masculino constituem 53% da população e os do sexo feminino 47%. Penha de França tem uma taxa de literacia de 81%, superior à média nacional de 59,5%: a literacia no sexo masculino é de 83% e no sexo feminino é de 78%. Em Penha de França, 10% da população está abaixo dos 6 anos de idade.